# Statistik över Copa América
Följande artikel berör statistik över Copa América, från 1916 till 2011.

## Deltagande
Siffrorna i tabellerna avser lagets slutposition enligt poängtabellen.
Sydamerikanska mästerskapet
| Deltagande landslag | · 1916 | · 1917 | · 1919 | · 1920 | · 1921 | · 1922 | · 1923 | · 1924 | · 1925 | · 1926 | · 1927 | · 1929 | · 1935 | · 1937 | · 1939 | · 1941 | · 1942 | · 1945 | · 1946 | · 1947 | · 1949 | · 1953 | · 1955 | · 1956 | · 1957 | · 1959 | · 1959 | · 1963 | · 1967 | Antal |
| ------------------- | ------ | ------ | ------ | ------ | ------ | ------ | ------ | ------ | ------ | ------ | ------ | ------ | ------ | ------ | ------ | ------ | ------ | ------ | ------ | ------ | ------ | ------ | ------ | ------ | ------ | ------ | ------ | ------ | ------ | ----- |
| Argentina           | 2      | 2      | 3      | 2      | 1      | 4      | 2      | 2      | 1      | 2      | 1      | 1      | 2      | 1      |        | 1      | 2      | 1      | 1      | 1      |        |        | 1      | 3      | 1      | 1      | 2      | 3      | 2      | 26    |
| Bolivia             |        |        |        |        |        |        |        |        |        | 5      | 4      |        |        |        |        |        |        | 6      | 6      | 7      | 4      | 6      |        |        |        | 7      |        | 1      | 6      | 10    |
| Brasilien           | 3      | 3      | 1      | 3      | 2      | 2      | 4      |        | 2      |        |        |        |        | 2      |        |        | 3      | 2      | 2      |        | 1      | 2      |        | 4      | 2      | 2      | 3      | 4      |        | 19    |
| Chile               | 4      | 4      | 4      | 4      |        | 5      |        | 4      |        | 3      |        |        | 4      | 5      | 4      | 3      | 6      | 3      | 5      | 4      | 5      | 4      | 2      | 2      | 6      | 5      |        |        | 3      | 22    |
| Colombia            |        |        |        |        |        |        |        |        |        |        |        |        |        |        |        |        |        | 5      |        | 8      | 8      |        |        |        | 5      |        |        | 7      |        | 5     |
| Ecuador             |        |        |        |        |        |        |        |        |        |        |        |        |        |        | 5      | 5      | 7      | 7      |        | 6      | 7      | 7      | 6      |        | 7      |        | 4      | 6      |        | 11    |
| Paraguay            |        |        |        |        | 4      | 3      | 3      | 3      | 3      | 4      |        | 2      |        | 4      | 3      |        | 4      |        | 3      | 2      | 2      | 1      | 5      | 5      |        | 3      | 5      | 2      | 4      | 20    |
| Peru                |        |        |        |        |        |        |        |        |        |        | 3      | 4      | 3      | 6      | 1      | 4      | 5      |        |        | 5      | 3      | 5      | 3      | 6      | 4      | 4      |        | 5      |        | 15    |
| Uruguay             | 1      | 1      | 2      | 1      | 3      | 1      | 1      | 1      |        | 1      | 2      | 3      | 1      | 3      | 2      | 2      | 1      | 4      | 4      | 3      | 6      | 3      | 4      | 1      | 3      | 6      | 1      |        | 1      | 27    |
| Venezuela           |        |        |        |        |        |        |        |        |        |        |        |        |        |        |        |        |        |        |        |        |        |        |        |        |        |        |        |        | 5      | 1     |
| Antal landslag      | 4      | 4      | 4      | 4      | 4      | 5      | 4      | 4      | 3      | 5      | 4      | 4      | 4      | 6      | 5      | 5      | 7      | 7      | 6      | 8      | 8      | 7      | 6      | 6      | 7      | 7      | 5      | 7      | 6      |       |
| Upplaga             | 1      | 2      | 3      | 4      | 5      | 6      | 7      | 8      | 9      | 10     | 11     | 12     | 13     | 14     | 15     | 16     | 17     | 18     | 19     | 20     | 21     | 22     | 23     | 24     | 25     | 26     | 27     | 28     | 29     |       |

Copa América
| Deltagande landslag | H/b 1975 | H/b 1979 | H/b 1983 | · 1987 | · 1989 | · 1991 | · 1993 | · 1995 | · 1997 | · 1999 | · 2001 | · 2004 | · 2007 | · 2011 | · 2015 | Antal (totalt) |
| ------------------- | -------- | -------- | -------- | ------ | ------ | ------ | ------ | ------ | ------ | ------ | ------ | ------ | ------ | ------ | ------ | -------------- |
| Argentina           | 5        | 8        | 6        | 4      | 3      | 1      | 1      | 5      | 6      | 8      |        | 2      | 2      | 7      | 2      | 14 (40)        |
| Bolivia             | 8        | 7        | 8        | 7      | 9      | 9      | 10     | 8      | 2      | 9      | 11     | 9      | 10     | 11     | 8      | 15 (25)        |
| Brasilien           | SF       | SF       | 2        | 5      | 1      | 2      | 5      | 2      | 1      | 1      | 6      | 1      | 1      | 8      | 5      | 15 (34)        |
| Chile               | 6        | 2        | 5        | 2      | 5      | 3      | 9      | 11     | 11     | 4      | 7      | 10     | 8      | 5      | 1      | 15 (37)        |
| Colombia            | 2        | 5        | 7        | 3      | 6      | 4      | 3      | 3      | 9      | 5      | 1      | 4      | 9      | 6      | 6      | 15 (20)        |
| Costa Rica          |          |          |          |        |        |        |        |        | 10     |        | 5      | 8      |        | 9      |        | 4              |
| Ecuador             | 9        | 9        | 9        | 8      | 7      | 7      | 4      | 9      | 5      | 11     | 9      | 12     | 11     | 10     | 10     | 15 (26)        |
| Honduras            |          |          |          |        |        |        |        |        |        |        | 3      |        |        |        |        | 1              |
| Jamaica             |          |          |          |        |        |        |        |        |        |        |        |        |        |        | 12     | 1              |
| Japan               |          |          |          |        |        |        |        |        |        | 10     |        |        |        |        |        | 1              |
| Mexiko              |          |          |          |        |        |        | 2      | 7      | 3      | 3      | 2      | 6      | 3      | 12     | 11     | 9              |
| Paraguay            | 7        | 1        | SF       | 9      | 4      | 6      | 8      | 6      | 7      | 6      | 10     | 5      | 5      | 2      | 4      | 15 (35)        |
| Peru                | 1        | SF       | SF       | 6      | 8      | 8      | 7      | 10     | 4      | 7      | 8      | 7      | 7      | 3      | 3      | 15 (30)        |
| Uruguay             | SF       | 6        | 1        | 1      | 2      | 5      | 6      | 1      | 8      | 2      | 4      | 3      | 4      | 1      | 7      | 15 (42)        |
| USA                 |          |          |          |        |        |        | 12     | 4      |        |        |        |        | 12     |        |        | 3              |
| Venezuela           | 10       | 10       | 10       | 10     | 10     | 10     | 11     | 12     | 12     | 12     | 12     | 11     | 6      | 4      | 9      | 15 (16)        |
| Antal landslag      | 10       | 10       | 10       | 10     | 10     | 10     | 12     | 12     | 12     | 12     | 12     | 12     | 12     | 12     | 12     |                |
| Upplaga             | 30       | 31       | 32       | 33     | 34     | 35     | 36     | 37     | 38     | 39     | 40     | 41     | 42     | 43     | 44     |                |

## Generell statistik
| Sydamerikanska mästerskapet | Sydamerikanska mästerskapet | Sydamerikanska mästerskapet | Sydamerikanska mästerskapet | Sydamerikanska mästerskapet                                                             | Sydamerikanska mästerskapet | Sydamerikanska mästerskapet |
| År                          | Värd                        | Mästare                     | Segrande tränare            | Skyttekung(ar) och mål                                                                  | Skyttekung(ar) och mål      | Bäste spelare               |
| --------------------------- | --------------------------- | --------------------------- | --------------------------- | --------------------------------------------------------------------------------------- | --------------------------- | --------------------------- |
| 1916                        | Argentina                   | Uruguay                     | Alfredo Foglino             | Isabelino Gradín                                                                        | 3                           | Isabelino Gradín            |
| 1917                        | Uruguay                     | Uruguay                     | Ramón Platero               | Ángel Romano                                                                            | 4                           | Héctor Scarone              |
| 1919                        | Brasilien                   | Brasilien                   | Haroldo Domingues           | Arthur Friedenreich · Neco                                                              | 4                           | Arthur Friedenreich         |
| 1920                        | Chile                       | Uruguay                     | Ernesto Fígoli              | José Pérez · Ángel Romano                                                               | 3                           | José Piendibene             |
| 1921                        | Argentina                   | Argentina                   | Pedro Calomino              | Julio Libonatti                                                                         | 3                           | Américo Tesoriere           |
| 1922                        | Brasilien                   | Brasilien                   | Laís                        | Julio Francia                                                                           | 4                           | Agostinho Fortes Filho      |
| 1923                        | Uruguay                     | Uruguay                     | Leonardo De Lucca           | Vicente Aguirre · Pedro Petrone                                                         | 3                           | José Nasazzi                |
| 1924                        | Uruguay                     | Uruguay                     | Ernesto Meliante            | Pedro Petrone                                                                           | 4                           | Pedro Petrone               |
| 1925                        | Argentina                   | Argentina                   | Américo Tesoriere           | Manuel Seoane                                                                           | 6                           | Manuel Seoane               |
| 1926                        | Chile                       | Uruguay                     | Ernesto Fígoli              | David Arellano                                                                          | 7                           | José Leandro Andrade        |
| 1927                        | Peru                        | Argentina                   | José Lago Millón            | Alfredo Carricaberry · Segundo Luna · Roberto Figueroa · Pedro Petrone · Héctor Scarone | 3                           | Manuel Seoane               |
| 1929                        | Argentina                   | Argentina                   | Fransisco Olazar            | Aurelio González                                                                        | 5                           | Manuel Ferreira             |
| 1935                        | Peru                        | Uruguay                     | Raúl V. Blanco              | Herminio Masantonio                                                                     | 4                           | José Nasazzi                |
| 1937                        | Argentina                   | Argentina                   | Manuel Seoane               | Raúl Toro Julio                                                                         | 7                           | Vicente de la Mata          |
| 1939                        | Peru                        | Peru                        | Jack Greenwell              | Teodoro Fernández                                                                       | 7                           | Teodoro Fernández           |
| 1941                        | Chile                       | Argentina                   | Guillermo Stábile           | Juan Marvezzi                                                                           | 5                           | Sergio Livingstone          |
| 1942                        | Uruguay                     | Uruguay                     | Pedro Cea                   | Herminio Masantonio · José Manuel Moreno                                                | 7                           | Obdulio Varela              |
| 1945                        | Chile                       | Argentina                   | Guillermo Stábile           | Norberto Méndez · Heleno de Freitas                                                     | 6                           | Domingos da Guia            |
| 1946                        | Argentina                   | Argentina                   | Guillermo Stábile           | José María Medina                                                                       | 7                           | Adolfo Pedernera            |
| 1947                        | Ecuador                     | Argentina                   | Guillermo Stábile           | Nicolás Falero                                                                          | 8                           | José Manuel Moreno          |
| 1949                        | Brasilien                   | Brasilien                   | Flávio Costa                | Jair da Rosa Pinto                                                                      | 9                           | Ademir                      |
| 1953                        | Peru                        | Paraguay                    | Manuel Fleitas Solich       | Francisco Molina                                                                        | 7                           | Heriberto Herrera           |
| 1955                        | Chile                       | Argentina                   | Guillermo Stábile           | Rodolfo Micheli                                                                         | 8                           | Enrique Hormazábal          |
| 1956                        | Uruguay                     | Uruguay                     | Hugo Bagnulo                | Enrique Hormazábal                                                                      | 4                           | Óscar Míguez                |
| 1957                        | Peru                        | Argentina                   | Guillermo Stábile           | Humberto Maschio · Javier Ambrois                                                       | 9                           | Omar Sívori                 |
| 1959                        | Argentina                   | Argentina                   | Victorio Spinetto           | Pelé                                                                                    | 8                           | Pelé                        |
| 1959                        | Ecuador                     | Uruguay                     | Juan Carlos Corazzo         | José Sanfilippo                                                                         | 6                           | Alcides Silveira            |
| 1963                        | Bolivia                     | Bolivia                     | Danilo Alvim                | Carlos Alberto Raffo                                                                    | 6                           | Ramiro Blacut               |
| 1967                        | Uruguay                     | Uruguay                     | Juan Carlos Corazzo         | Luis Artime                                                                             | 5                           | Pedro Rocha                 |

| Copa América | Copa América          | Copa América | Copa América            | Copa América                                          | Copa América           | Copa América       |
| År           | Värd                  | Mästare      | Segrande tränare        | Skyttekung(ar) och mål                                | Skyttekung(ar) och mål | Bäste spelare      |
| ------------ | --------------------- | ------------ | ----------------------- | ----------------------------------------------------- | ---------------------- | ------------------ |
| 1975         | Hemma- och bortamöten | Peru         | Marcos Calderón         | Leopoldo Luque · Ernesto Díaz                         | 4                      | Teófilo Cubillas   |
| 1979         | Hemma- och bortamöten | Paraguay     | Ranulfo Miranda         | Jorge Peredo · Eugenio Morel                          | 4                      | Carlos Caszely     |
| 1983         | Hemma- och bortamöten | Uruguay      | Omar Borrás             | Jorge Burruchaga · Roberto Dinamite · Carlos Aguilera | 3                      | Enzo Francescoli   |
| 1987         | Argentina             | Uruguay      | Roberto Fleitas         | Arnoldo Iguarán                                       | 4                      | Carlos Valderrama  |
| 1989         | Brasilien             | Brasilien    | Sebastião Lazaroni      | Bebeto                                                | 6                      | Rubén Sosa         |
| 1991         | Chile                 | Argentina    | Alfio Basile            | Gabriel Batistuta                                     | 6                      | Leonardo Rodríguez |
| 1993         | Ecuador               | Argentina    | Alfio Basile            | José Luis Dolgetta                                    | 4                      | Sergio Goycochea   |
| 1995         | Uruguay               | Uruguay      | Héctor Núñez            | Gabriel Batistuta · Luis García                       | 4                      | Enzo Francescoli   |
| 1997         | Bolivia               | Brasilien    | Mário Zagallo           | Luis Hernández                                        | 6                      | Ronaldo            |
| 1999         | Paraguay              | Brasilien    | Vanderlei Luxemburgo    | Rivaldo · Ronaldo                                     | 5                      | Rivaldo            |
| 2001         | Colombia              | Colombia     | Francisco Maturana      | Víctor Aristizábal                                    | 6                      | Amado Guevara      |
| 2004         | Peru                  | Brasilien    | Carlos Alberto Parreira | Adriano                                               | 7                      | Adriano            |
| 2007         | Venezuela             | Brasilien    | Dunga                   | Robinho                                               | 6                      | Robinho            |
| 2011         | Argentina             | Uruguay      | Óscar Tabárez           | Paolo Guerrero                                        | 5                      | Luis Suárez        |
| 2015         | Chile                 | Chile        | Jorge Sampaoli          | Paolo Guerrero · Eduardo Vargas                       | 4                      | Lionel Messi       |
| 2016         | USA                   | Chile        | Juan Antonio Pizzi      | Eduardo Vargas                                        | 6                      | Alexis Sanchez     |
| 2019         | Brasilien             | Brasilien    | Tite                    | Everton · Paolo Guerrero                              | 3                      | Dani Alves         |

## Målstatistik

### Poängtabell
Tabellen visar respektive lags poäng och målskillnad. Matcher där poängsystemet gav två poäng vid vinst räknas om till det moderna poängsystemet med tre poäng vid vinst, och en poäng vid oavgjort.
| Teckenförklaring | Teckenförklaring       |
| ---------------- | ---------------------- |
| S                | Antal spelade matcher  |
| V                | Antal vinter           |
| O                | Antal avgjorda matcher |
| F                | Antal förluster        |
| GM               | Antal gjorda mål       |
| IM               | Antal insläppta mål    |
| MS               | Målskillnad            |
| P                | Antal poäng            |

| Landslag (1916–2024) | S   | V   | O  | F  | GM  | IM  | MS   | P   |
| -------------------- | --- | --- | -- | -- | --- | --- | ---- | --- |
| Argentina            | 208 | 132 | 43 | 33 | 483 | 183 | +300 | 439 |
| Bolivia              | 122 | 20  | 26 | 76 | 109 | 308 | −199 | 86  |
| Brasilien            | 195 | 109 | 41 | 45 | 435 | 205 | +230 | 368 |
| Chile                | 191 | 67  | 35 | 89 | 291 | 317 | −26  | 236 |
| Colombia             | 129 | 51  | 30 | 48 | 154 | 193 | −39  | 183 |
| Costa Rica           | 20  | 6   | 4  | 10 | 19  | 35  | −16  | 22  |
| Ecuador              | 130 | 17  | 28 | 85 | 139 | 331 | −192 | 79  |
| Haiti                | 3   | 0   | 0  | 3  | 1   | 12  | −11  | 0   |
| Honduras             | 6   | 3   | 1  | 2  | 7   | 5   | +2   | 10  |
| Jamaica              | 9   | 0   | 0  | 9  | 1   | 16  | −15  | 0   |
| Japan                | 6   | 0   | 3  | 3  | 6   | 15  | −9   | 3   |
| Mexiko               | 51  | 20  | 14 | 17 | 67  | 63  | +4   | 74  |
| Panama               | 7   | 3   | 0  | 4  | 10  | 20  | −10  | 9   |
| Paraguay             | 180 | 64  | 43 | 73 | 267 | 311 | −44  | 235 |
| Peru                 | 164 | 57  | 41 | 66 | 231 | 261 | −30  | 212 |
| Qatar                | 3   | 0   | 1  | 2  | 2   | 5   | −3   | 1   |
| Uruguay              | 212 | 115 | 40 | 57 | 421 | 226 | +195 | 385 |
| USA                  | 21  | 6   | 2  | 13 | 21  | 32  | −11  | 20  |
| Venezuela            | 74  | 11  | 18 | 45 | 59  | 182 | −123 | 51  |